# Jana Sergejewna Romanowa
Jana Sergejewna Romanowa (russisch Яна Сергеевна Романова; * 11. Mai 1983 in Kurgan) ist eine ehemalige russische Biathletin.

## Werdegang
Jana Romanowa machte ihre ersten Schritte auf internationaler Ebene als Juniorin. Bei der Junioren-Weltmeisterschaft 2002 in Ridnaun wurde sie 23. im Einzel. Bestes Ergebnis bei der Junioren-Europameisterschaft im selben Jahr in Kontiolahti war ein sechster Platz im Sprint. Besonders erfolgreich war die Junioren-WM im folgenden Jahr in Kościelisko, dort gewann sie Silber in Sprint und Verfolgung und Gold mit der Staffel. Auch bei der Junioren-EM des Jahres in Forni Avoltri gewann Romanowa Gold mit der Staffel. Nach einem Jahr im Junioren-Europacup trat die Russin seit der Saison 2004/05 im Biathlon-Europacup an. In Obertilliach erreichte sie erste Ergebnisse unter den besten Zehn, im Sprint erreichte sie Platz drei. Bei der Universiade 2007 auf den olympischen Strecken von San Sicario gewann sie mit der russischen Staffel Bronze. Ein noch besseres Ergebnis erreichte Romanowa bislang nur in Langdorf als Zweitplatzierte im Einzel. Kurz darauf debütierte sie in Antholz im Biathlon-Weltcup. Schon in ihrem ersten Rennen, einem Sprint, wurde sie 13. und gewann erstmals Weltcuppunkte. 2007 folgte in Östersund als Siebte die erste Platzierung unter den besten Zehn, in Pokljuka wurde sie 2009 Vierte im Einzel. Jana Romanowa nahm an den Olympischen Winterspielen 2010 teil. Ihr bestes Resultat war der 56. Platz im Einzel. Beim Saisonfinale 2010 in Chanty-Mansijsk feierte Romanowa im Sprint ihren ersten Weltcupsieg.

## Doping und Sperre
Das Internationale Olympische Komitee (IOC) hat 2017 gegen Romanowa eine lebenslange Olympiasperre verhängt. Ausgelöst wurde die Sperre durch den McLaren-Report. Die erhaltenen olympischen Medaillen wurden aberkannt.

## Platzierungen im Biathlon-Weltcup
Die Tabelle zeigt alle Platzierungen (je nach Austragungsjahr einschließlich Olympische Spiele und Weltmeisterschaften).
- 1.–3. Platz: Anzahl der Podiumsplatzierungen
- Top 10: Anzahl der Platzierungen unter den ersten zehn (einschließlich Podium)
- Punkteränge: Anzahl der Platzierungen innerhalb der Punkteränge (einschließlich Podium und Top 10)
- Starts: Anzahl gelaufener Rennen in der jeweiligen Disziplin
- Staffel: inklusive Mixed- und Single-Mixed-Staffeln

| Platzierung         | Einzel | Sprint | Verfolgung | Massenstart | Staffel | Gesamt |
| ------------------- | ------ | ------ | ---------- | ----------- | ------- | ------ |
| 1. Platz            |        | 1      |            |             | 2       | 3      |
| 2. Platz            |        |        |            |             | 1       | 1      |
| 3. Platz            |        |        |            |             |         |        |
| Top 10              | 4      | 4      | 1          | 2           | 13      | 24     |
| Punkteränge         | 14     | 30     | 22         | 9           | 15      | 90     |
| Starts              | 16     | 40     | 26         | 9           | 15      | 106    |
| Stand: Karriereende |        |        |            |             |         |        |